# Bertrand Panier
Pour les articles homonymes, voir Panier.
Bertrand Panier dit Bert, né le 13 janvier 1975 à Braine-le-Comte (province de Hainaut), est un auteur de bande dessinée alternative, éditeur, et graphiste belge.

## Biographie
Bertrand Panier naît le 13 janvier 1975 à Braine-le-Comte,. En 1994, il s'inscrit à l'École de recherche graphique (ERG) de Bruxelles où il suit les cours de bande dessinée, de storyboard et d'illustration, d'où il sort diplômé en 1998. Il rejoint David Libens et Stéphane Menu, qui ont lancé un fanzine imprimé sur une feuille A4 dessinée/photocopiée recto-verso nommé le Proulou. Bert (le diminutif de Bertrand) prend part avec David Libens, Cédric Manche ainsi que deux autres qui ne font que passer Claude Desmedt et Martin Maillard,, à la création du SPON (pour spontanéité du trait). Il participe à l'ensemble des 47 livraisons de ce fanzine hebdomadaire diffusé à cent exemplaires (auquel se joindront Sacha Goerg, Stéphane Noël et Stéphanam) publiés entre janvier et décembre 1999,. Ensemble, ils montent une structure éditoriale d’abord centrée sur le numérique dont les membres sont tous bénévoles. Elle conserve ce support notamment au travers de GrandPapier.org, une plateforme accueillant des auteurs de tous les horizons. La ligne éditoriale dont le « Moi » du nom de la maison d'édition indique un axe sur les récits intimistes.
Il participe au premier collectif Abruxellation, sur base du néologisme inventé par Juan d'Oultremont, publié par les éditions de L'Employé du Moi en 2000. En octobre 2001, il commence à dessiner dans un carnet une sorte de témoignage du quotidien. Ces dessins paraissent dans la série Ploum ploum qui est d’abord publiée dans le journal du site de L’Employé du Moi, connaît deux publications papiers (Ploum ploum #1 & #2) et s’achève en octobre 2007 sur le site Grandpapier, par une série dessinée en résidence artistique au festival Budu à Royère-de-Vassivière dans la Creuse.
Il sort un premier volume de son Ploum ploum, un carnet de dessins commentés (2003).
Il réalise le récit de la disparition de l'autrice Jo Manix dans le collectif Disparition en 2004. L'autrice Julie Delporte écrit dans une chronique publiée sur du9 : « Le trop rare Bert en occupe quasiment le tiers, avec les pages d’un journal autobiographique qui disent son amitié pour Joëlle Guillevic (c’était son vrai nom). Sous les hachures des dessins de Bert, elle a des cheveux noirs et une jolie face ronde. Elle est malade – un cancer – mais elle dessine encore. « Le dessin comme lutte », dit Bert. C’est presque la dernière fois qu’ils se verront. ». La même année, il contribue à Équipée Comics lors de la résidence au Festival de cinéma de Douarnenez.
Fin 2010, il se retire des différentes activités de la structure de l’employé du Moi pour se consacrer un peu plus au dessin et à la bande dessinée. Et c’est cette même année qu’il ouvre son blog myowncottage et commence à auto-éditer une publication éponyme. Il sort le premier carnet qui est une compilation de dessins d’un commencé en résidence à Montréal (2010), le second regroupe une série de dessins de taxidermie réalisée lors de pauses à son travail (2011), le troisième est une déambulation retracée d’après des images filmées lors d’une semaine de résidence à Santiago (2012) et le quatrième émane d'un voyage en Corée (2012).
Il participe également aux albums collectifs Arbres en plastique, feuilles en papier (La Cinquième Couche, 2006), 40075KM (2006), Crrisp ! (2008), Appendix (2010), Sweet 15 (2015). Parmi ses autres contributions graphiques, citons : Étalage no 1 (Schlirf Book, 1999), Étalage no 2 (Schlirf Book, 2001), Le Nouveau Journal de Judith et Marinette (2005), Ma Petite Cuisine (2005) et Le Gentil Calendrier Attac (2006). Il fournit aussi des illustrations à La Libre Belgique.
En 2015, il publie le roman graphique Barbecue dans la collection « Vingt-Quatre » chez le même éditeur. Une improvisation d’après les récits Barbecue (2009) et Cueillette (2010), réalisés dans le cadre des 24 heures de Grandpapier.org.

### Autres activités
Il s'est occupé de la technique de l'émission Radio Grandpapier sur Radio Campus Bruxelles, la radio de la Communauté de l'Université libre de Bruxelles. Il est graphiste au Muséum des sciences naturelles.

### Vie privée
Il réside à Bruxelles.

## Analyse
Selon le musicien Antonin De Bemels : « son œuvre se décline autant en bande dessinée auto-fictionnelle qu'en dessin d'observation "augmenté" par son imagination foisonnante ! ».

## Œuvres publiées

### Romans graphiques
- Barbecue, L'Employé du Moi, coll. « Vingt-Quatre », Bruxelles, 12 mars 2015
Scénario et dessin : Bertrand Panier - Couleurs : noir et blanc -  (ISBN 978-2-930360-68-3) — Roman graphique.

### Carnets
- 1. Journal Ploum ploum #1[14],[15], L'Employé du Moi, Bruxelles, 2002
Scénario et dessin : Bert - Couleurs : noir et blanc
- 2. Ploum ploum ... des pages de carnet : journal, L'Employé du Moi, coll. « Pour Soi », Bruxelles, 2003
Scénario et dessin : Bert - Couleurs : noir et blanc -  (ISBN 2-930360-03-8) — numéro dans collection : 2. 34 p. : ill. ; 20 cm + signet.
- 1. Les Dessins au balcon #1, Atelier sans nom, 2018
Scénario et dessin : Bertrand Panier - Couleurs : noir et blanc — Première édition imprimée à 100 exemplaires, ouvrage relié artisanalement par Song Yi Han.

#### Myowncottage
- Bertrand Panier, Myowncottage #1 : Présentement (livre graphique), Bruxelles, autoédition, 2010, 2e éd., 20 p., ill.; 20 × 13 cm (BNF 42614116)
- Bertrand Panier, Myowncottage #2 : Taxidermie (livre graphique), Bruxelles, autoédition, 2011, 20 p., ill.; 20 × 13 cm (BNF 43593214)
- Bertrand Panier, Myowncottage #3 : Esperar un poco (livre graphique), Bruxelles, autoédition, 2012, 20 p., ill.; 20 × 13 cm (BNF 43593237)
- Bertrand Panier, Myowncottage #4 (livre graphique), Bruxelles, autoédition, 2012, 20 p., ill.; 20 × 13 cm (BNF 43593252)

### Collectifs
- 1. Étalage 1, Schlirf Book, Bruxelles, 1999
Scénario et dessin : collectif dont Bert - Couleurs : noir et blanc
- Abruxellation[16], L'Employé du Moi, Bruxelles, 2000
Scénario : collectif - Dessin : collectif dont Bert -  (ISBN 2-930360-00-3),Préface : Juan d'Oultremont. Six histoires fantastiques et humoristiques issues d'un collectif évoquant un rapport d'amour - haine entre habitants à la ville de Bruxelles.
- 2. Étalage 2[17], Schlirf Book, Bruxelles, 2001
Scénario et dessin : collectif dont Bert - Couleurs : noir et blanc,Les histoires ont comme point commun cette librairie bruxelloise.
- Disparition, L'Employé du Moi, Bruxelles, février 2004
Scénario et dessin : collectif dont Bertrand Panier - Couleurs : noir et blanc -  (ISBN 978-2-930360-06-5)
- Arbres en plastique, feuilles en papier, La Cinquième Couche, Bruxelles, 1 février 2006
Scénario : collectif - Dessin : collectif dont Bert - Couleurs : quadrichromie -  (ISBN 978-2-930356-19-8),Sur une proposition narrative d’Ilan Manouach : proposer des paysages narratifs préhumains, des paysages contemplatifs sans spectateurs.
- 40075km comics[18], L'Employé du Moi, Bruxelles, janvier 2007
Scénario et dessin : collectif dont Bert - Couleurs : quadrichromie -  (ISBN 978-2-930360-13-3),compilation d'une sélection des planches du site 40075km.net.
- Crrisp[19] !, L'Employé du Moi, Bruxelles, juin 2008
Scénario et dessin : collectif dont Bert - Couleurs : noir et blanc -  (ISBN 978-2-930360-22-5)
- Appendix, L’Employé du Moi, Bruxelles, octobre 2010
Scénario : collectif - Dessin : collectif dont Bertrand Panier - Couleurs : quadrichromie -  (ISBN 978-2-930360-32-4),Téléchargeable gratuitement au format PDF sur le site de l'éditeur[20].
- Revanche / Revenge[21], L'Employé du Moi, Bruxelles, février 2010
Scénario : collectif - Dessin : collectif dont Bertrand Panier - Couleurs : quadrichromie -  (ISBN 978-2-930360-31-7) — Format 18 × 25 cm, collaboration entre L’Employé du Moi et le collectif libanais Samandal.
- Sweet 15[22], L'Employé du Moi, Bruxelles, janvier 2015
Scénario : collectif - Dessin : collectif dont Bertrand Panier - Couleurs : quadrichromie -  (ISBN 978-2-390040-06-4)Noté première édition, broché en 13,5 × 14 cm. Distribué au festival d'Angoulême 2015 puis en librairie à l'occasion du 15e anniversaire de la maison d'édition.

### Dans les journaux, revues et fanzines
- SPON[23],[8] nos 1-47, du 5 janvier à décembre 1999.
- Il est aussi membre de la rédaction de Rêve-en-Bulles.
- Mutate & Survive (ass. Chili con carne, 2001)
- Stereoscomic spécial SPX (2001)
- Mobil (Kinder comix, 2001)
- Chez Jérôme comix et Mécanique Urbaine (2001-2004, participations sporadiques)
- Le Percolateur, sur un texte de Natalie Nana nono (2002)
- Mec Urbain (2002)
- Stereocomic no 4 (2002)
- Photomatons in ego comme x[24], collectif no 9 (sur un texte de Natalie Nana nono) (ego comme X, 2003)
- Hit record no 2, sur un texte de Natalie Nana nono, 2003
- Le Nouveau Journal de Judith et Marinette, Les Taupes de l'espace, 2005
- Ma Petite Cuisine, Émile a une vache, 2005
- Le Gentil Calendrier Attac 2006[25], Poitiers, Éditions FLBLB, 2006
- Temps morts in Nos restes (2006, Bruxelles, Nos restes[26] éditions)
- SOAP no 22 et no 37 (2007-2009, Habeas Corpus)
- Cola de Mono (2007, journal belgo-chilien, co-monté par William Henne, Thierry Van Hasselt, Géraldine Servais et Bert à l’occasion de l’exposition Bande dessinée belge du WBI à Santiago du Chili, pour laquelle Bert est scénographie de la partie L'Employé du Moi)
- Bagarre, Montréal, Colosse, 2009
- George no 5 et 29 (2008-2010, George)
- Tonton no 1 (2011, Gilles Rochier).
- Tristesse[27] no 4, Montréal, Colosse, été 2019.
- Déconfetti[28], fanzine hebdomadaire de bandes dessinées proposant une vision dessinée du confinement, 2020.

### Catalogues d'exposition
- (fr + en + pt) Jan Baetens (trad. Susan R. Rose, Jorge Fallorca, ill. Denis Deprez, Olivier Deprez, Jan Lens, Jean-Christophe Long, Xavier Löwenthal, Merkeke, Bertrand Panier), Self-service, Bruxelles ; Lisbonne, Fréon ; Casa Fernando Pessoa, 2001, n.p., ill. ; 33 cm (ISBN 2-930204-36-2, présentation en ligne)Catalogue d'exposition = exhibition = exposiçao : Lisboa, Casa Fernando Pessoa, juin-septembre 2001[29].

### Discographie
- edM recordz, livret et CD musical réalisé pour la bédéthèque de Lisbonne, 2001[3],[30].
- The Crappy Mini Band, Debut, cover art, 1er mars 2008[31]
- Antonin De Bemels, La Fin Des Pseudonymes, (CDr, Album), Thin Consolation, TH!N35, 2020[32].

### Expositions collectives
- Restrankil #4[33],[34], spécial bande dessinée, Apéro-zic les 20 et 21 avril, puis du 22 avril au 13 mai 2013 au Lycaon, Bruxelles.
- La Microboutiek s'affiche[35], Cinéma Nova, Bruxelles, du 17 septembre au 19 octobre 2014
- L’Employé du moi[36], Festival d'Angoulême 2015, Angoulême, 2015
- Flight[37], avec Freya Vlerick comme graphiste, Musée de l'Air et de l'Espace, Le Bourget du 17 décembre 2024 au 27 juillet 2025.

#### Livres
: document utilisé comme source pour la rédaction de cet article.
- Jacques Fiérain, « Bert », dans La BD à Bruxelles et en Brabant, Charleroi, Éd. l'Âge d'or, avril 2003, 144 p., ill. ; 31 cm (ISBN 9782960119664 et 2960119665, OCLC 470388171, présentation en ligne), p. 11. .
- Le 9e Rêve no 6, Bruxelles, Institut Saint-Luc de Bruxelles, École de recherche graphique, 2006, 144 p. (présentation en ligne), p. 64. .
- Philippe Mellot, Michel Denni, Laurent Turpin et Isabelle Morzadec, Trésors de la bande dessinée : BDM 2025-2026 - Catalogue encyclopédique et Argus, Paris, Les Arènes, novembre 2024, 24e éd., 1839 p., ill. ; 23 cm (ISBN 979-10-37512-61-1, OCLC 1478218824, présentation en ligne), p. 132.

#### Interviews
- Bert (interviewé), « Bert », Cinéma Nova,‎ 2014 (lire en ligne, consulté le 4 juin 2025).